# جنی برانام
جنی برانام (انگلیسی: Jenni Branam؛ زادهٔ ۸ اکتبر ۱۹۸۰) بازیکن فوتبال اهل ایالات متحده آمریکا است.
از باشگاه‌هایی که در آن بازی کرده‌است می‌توان به اسکای بلو اف‌سی اشاره کرد.
وی همچنین در تیم‌های ملی فوتبال زیر ۲۳ سال زنان ایالات متحده آمریکا و زنان ایالات متحده آمریکا بازی کرده‌است.